# Will Wagner
William James Wagner (Houston, Texas, 29 de julio de 1998), más conocido como Will Wagner, es un jugador profesional estadounidense de béisbol que se desempeña en la posición de segunda base en Toronto Blue Jays, equipo de las Grandes Ligas de Béisbol (MLB).

## Carrera
En 2024, Wagner hizo su debut en la MLB con el equipo Toronto Blue Jays, donde lleva jugando una temporada.